# Alfred Michelin
Alfred Michelin (1883-1975) était un journaliste, syndicaliste et directeur d'entreprise français du XXe siècle, qui fut vice-président de la CFTC et directeur du groupe de presse La Bonne Presse.

## Biographie
Fils de fonctionnaire, diplômé en lettres, droit, histoire et de géographie de l'Université de Bordeaux puis de la Sorbonne, il débute en 1906 comme journaliste d'information religieuse au quotidien La Croix. Pendant la guerre de 1914-1918, il est grièvement blessé et soigné en captivité par les allemands.
En 1924, l’Académie française lui décerne le prix Fabien pour son ouvrage Conseils aux aînés de mon patronage
Il revient au quotidien La Croix et devient président de l'association des informateurs religieux. Figure du catholicisme social et du journalisme dans l'entre-deux guerres, il devint directeur du groupe de presse La Bonne Presse en 1935. C'est aussi l'époque où il est élu président du Syndicat des journalistes français, de 1931 à 1937. Il est également adhérent du MRP, comme plusieurs autres dirigeants de la CFTC.
Lors de l'invasion allemande 1940, il seconde à Limoges (Haute-Vienne) le rédacteur en chef du quotidien La Croix, Aimé-François-Ernest Odil (1886-1984), qui en l'absence du P. Merklen, traqué par la Gestapo, dirige le journal avec Maurice Herr. Alfred Michelin fit à l'automne 1944 l'objet d'une information pour intelligence avec l'ennemi, puis inculpé d'intelligence avec l'ennemi, le 18 décembre 1944, mais l'enquête fut classée sans suite le 14 janvier 1945, deux semaines avant la reparution du quotidien La Croix. Sur demande personnelle du général de Gaulle, et intervention de François de Menthon et Pierre-Henri Teitgen, le journal est alors autorisé à reparaître. Il redevient administrateur du groupe de presse La Bonne Presse et se fait élire vice-président des Semaines sociales. Lors de déconfessionalisation  de la CFTC, qui se transforme en CFDT, il est rédacteur en chef du quotidien La Croix et refuse de soutenir la "CFTC maintenue".